# Рафаел Гереиро
Рафаел Аделино Жозе Гереиро (порт. Raphaël Adelino José Guerreiro; Ле Блан Менил, 22. децембар 1993) португалски је фудбалер који игра у одбрани на позицији левог бека. Тренутно наступа за Бајерн Минхен и репрезентацију Португалије. 
Са репрезентацијом Португалије освојио је титулу првака Европе на Европском првенству 2016. у Француској. 

## Клупска каријера
Рафаел Гереиро рођен је у градићу Ле Блан Менил у француском региону Ил де Франс у мешовитој португалско-француској породици. Фудбалом је почео да се бави као дечак у маленом клубу из родног града, а потом у фебруару 2008. као четрнаестогодишњи тинејџер одлази у школу фудбала екипе Кана у којој наставља даље фудбалско усавршавање. У Кану започиње и сениорску професионалну каријеру, прво играјући за резервни састав, а од сезоне 2012/13. прелази у први тим за који је одиграо готово све утакмице те сезоне у другој лиги Француске.  
Захваљујући одличним играма у екипи Кана већ у лето 2013. потписује четворогодишњи уговор вредан 2,5 милиона евра са прволигашем Лорјаном. Прву утакмицу у најјачој француској лиги одиграо је 10. августа у гостима против Лила. За екипу Лорјана играо је пуне три сезоне, и у том периоду одиграо је 111 утакмица у свим такмичењима, уз учинак од 10 постигнутих голова. 
У јуну 2016. одлази у Немачку где потписује четворогодишњи уговор са бундеслигашем Борусијом из Дортмунда, за суму од 12 милиона евра. За Борусију дебитује у првенственој утакмици против Мајнца 05 играној 7. августа, док први погодак за нови клуб постиже у утакмици Лиге шампиона против пољске Легије играној 14. септембра. Прву сезону у немачкој окончао је са трофејом Купа Немачке.  

## Репрезентативна каријера
иако је имао право наступа и за селекцију Француске, Гереиро се ипак одлучио да наступа за домовину свог оца, и у дресу португалске репрезентације први пут је заиграо 21. марта 2013. у дуелу младих репрезентација Шведске и Португалије.  
За сениорску репрезентацију дебитује 14. новембра 2014. у утакмици квалификација за европско првенство против селекције Јерменије, а четири дана акасније у пријатељској утакмици против Аргентине постиже и свој први гол у репрезентативном дресу. Годину дана касније поново се враћа у младу репрезентацију са којом игра на Европском првенству у Чешкој. Португалци су на том првенству освојили друго место, а Гереиро је уврштен у идеалну поставу шампионата. 
Прво велико такмичење на ком је заиграо било је Европско првенство 2016. у Француској, где је играо на пет од седам утакмица свог тима, укључујући и финале у ком су Португалци савладали селекцију Француске и освојили титулу континенталног првака. Гереиро је уврштен и у идеалну поставу првенства. 
Годину дана касније играо је и на Купу кофедерација где је селекција Португалије освојила треће место, а потом је био стандардни првотимац и на све четири утакмице португалског тима на Светском првенству 2018. у Русији. 

## Успеси и признања
Борусија Дортмунд
- Немачки куп (2): 2016/17, 2020/21.
- Немачки суперкуп (1): 2019.

Бајерн Минхен
- Бундеслига (1): 2024/25.

Португалија
- Европско првенство:  2016.
- УЕФА Лига нација:  2018/19.
- Европско првенство У21:   2015.
- Куп конфедерација:  2017.

Индивидуална признања
- Идеална постава Првенства Европе до 21 године 2015.
- Идеална постава ЕП 2016.